# Greatest Hits 1987-1997
Greatest Hits 1987-1997 (også kendt som Greatest Hits 87-97) er et opsamlingsalbum af den australske sangerinde Kylie Minogue, udgivet i 2003 af BMG. Albummet indeholder sange fra album Kylie (1988), Enjoy Yourself (1989), Rhythm of Love (1990), Let's Get to It (1991), Kylie Minogue (1994) og Impossible Princess (1997).
Dette album er en udvidet version af Greatest Hits 1987-1992 udgivet i 2002.

## Sporliste
CD 1
1. "I Should Be So Lucky"
2. "The Loco-Motion" (7" Mix)
3. "Hand on Your Heart"
4. "Got to Be Certain"
5. "Better the Devil You Know"
6. "Wouldn't Change a Thing"
7. "Celebration"
8. "Never Too Late"
9. "What Do I Have to Do" (7" Mix)
10. "Je Ne Sais Pas Pourquoi"
11. "Where in the World?"
12. "Step Back in Time"
13. "Especially for You" (feat. Jason Donovan)
14. "Say the Word – I'll Be There"
15. "Shocked" (DNA Mix)
16. "Word Is Out"
17. "Made in Heaven"
18. "What Kind of Fool (Heard All That Before)"
19. "Give Me Just a Little More Time"
20. "Finer Feelings"
21. "If You Were with Me Now"
22. "Tears on My Pillow"

CD 2
1. "Confide in Me"
2. "Put Yourself in My Place"
3. "Did It Again"
4. "Breathe"
5. "Hand on Your Heart" (W.I.P. 2002 Mix)
6. "I Should Be So Lucky" (Extended Mix)
7. "The Loco-Motion" (OZ Tour Mix)
8. "Wouldn't Change a Thing" (The Espagna Mix)
9. "Step Back in Time" (Harding/Curnow Remix)
10. "Shocked" (Harding/Curnow Mix)
11. "Better the Devil You Know" (Movers & Shakers Alternative 12" Mix)
12. "What Do I Have to Do?" (Movers & Shakers 12" Mix)